# Arnold Kappler
Arnold Kappler (* 4. November 1889 in Gossau; † 23. Juli 1970 in Mels, heimatberechtigt in Wattwil) war ein Schweizer Gewerkschafter und Politiker (KVP).

## Biografie
Arnold Kappler, Sohn des Heimstickers Arnold Kappler senior und der Maria Josepha geborene Hensch, besuchte die Primarschulen in Gossau und Straubenzell, anschliessend die katholische Realschule in St. Gallen, bevor er eine Ausbildung zum Schifflisticker in Teufen AR absolvierte. Arnold Kappler war in der Folge als Schifflisticker beschäftigt, bis er 1919 die Stellen des Zentralkassiers sowie Sekretärs des Schweizerischen Verbandes christlicher Textil- und Bekleidungsarbeiter übernahm, die er bis 1957 innehatte. Des Weiteren hielt er in den Jahren 1928 bis 1957 das Amt des Kassiers des Christlichnationalen Gewerkschaftsbundes inne. Arnold Kappler, der mit Emmy, der Tochter des Landwirts Edwin Steiger, verheiratet war, verstarb 1970 80-jährig in Mels.
Arnold Kappler, der der Schweizerischen Konservativen Volkspartei beitrat, vertrat seine Partei von 1925 bis 1942 im Gemeinderat der Stadt St. Gallen, von 1936 bis 1957 im St. Galler Grossrat sowie von 1939 bis 1947 im Nationalrat. Zusätzlich arbeitete er in verschiedenen Organisationen der christlichen Sozialbewegung mit. Kapplers Engagement galt insbesondere der materiellen und sozialen Besserstellung der Sticker, dem Ausbau der Arbeitslosenversicherung sowie der christlichen Gewerkschaftsbewegung.